# Amparo da Serra
Amparo da Serra là một đô thị thuộc bang Minas Gerais, Brasil. Đô thị này có diện tích 145,811 km², dân số năm 2007 là 5245 người, mật độ 33,7 người/km².